# Vícevrstvá architektura
Vícevrstvá architektura označuje v softwarovém inženýrství aplikace, jejichž funkčnost netvoří jeden celistvý program, ale více vzájemně spolupracujících vrstev, které běží zpravidla na různé výpočetní infrastruktuře. Příkladem může být internetový obchod, jehož klientská část běží v prohlížeči uživatele, aplikační logika na webovém či aplikačním serveru a data (např. popis prodávaných produktů a objednávky) jsou uložena v databázovém serveru.
Sousedící vrstvy spolupracují přes definovaná rozhraní a mohou proto být zaměňovány, aniž by to mělo dopad na funkčnost celé aplikace. Přenos dat mezi vrstvami je součástí architektury. Bývá založen na standardních protokolech a technologiích, jako jsou CORBA, Java RMI, .NET Remoting, sokety, UDP nebo webové služby.

## Třívrstvá architektura
Třívrstvá architektura je nejznámějším případem vícevrstvé architektury. Na jejím principu je provozováno mnoho webových aplikací.
Prezentační vrstva
Zobrazuje informace pro uživatele, většinou formou grafického uživatelského rozhraní, může kontrolovat zadávané vstupy, neobsahuje však zpracování dat.
Aplikační vrstva (též Business Logic)
Zde leží jádro aplikace, její logika a funkce, výpočty a zpracování dat.
Datová vrstva (Data Access Layer)
Tuto vrstvu tvoří nejčastěji databáze, která data uchovává, zpřístupňuje a zaručuje jejich konzistenci. Může zde být ale také (síťový) souborový systém, webová služba nebo jiná aplikace.

### Porovnání s architekturou MVC
Model-view-controller má trojúhelníkovou topologii – pohled je obnovován (aktualizován) přímo modelem, na příkaz řadiče.